# Віджим вугілля
Віджи́м вугі́лля, Видавлювання вугілля (рос. отжим угля, англ. coal sloughing, coal spalling, face slip, slip of working face; нім. Gang m der Kohle f, Kohleabbpressen n) — руйнування і видавлювання (відшарування) вугілля в привибійній частині у виробку під дією опорного гірничого тиску або нагнітання під високим тиском води в масив через свердловину.